# محمد رجائي الطحلاوي
محمد رجائي الطحلاوي (1 سبتمبر 1936- 1 مايو 2021)، أستاذ هندسة مصري والرئيس السابع لجامعة أسيوط ومحافظ أسيوط الأسبق. ولد في فارسكور في محافظة دمياط.

## تدرجه العلمي والوظيفي
حصل على بكالوريوس هندسة التعدين من جامعة القاهرة 1958، الدكتوراه من كلية الهندسة الفدرالية العليا بزيورخ بسويسرا 1965. عمل مهندساً بالأبحاث الجيولوجية والتعدينية 1958-1959، ثم مدرسا بهندسة أسيوط 1966، وتدرج في وظائف هيئة التدريس حتى درجة أستاذ 1974، ثم وكيل الكلية فعميدها من 1983، ثم عين رئيسا لجامعة أسيوط من 1 أغسطس 1991 إلى 16 يناير 1996. وفي يناير 1996 عين محافظاً لأسيوط لمدة ثلاث سنوات.

## عضويته في اللجان المتخصصة
عضو كل من
- اللجنة الفنية لجامعة أسيوط لدراسة مشروع فوسفات أبو طرطور من 1966-1968.
- اللجنة القومية لتدريب الطلاب للتدريب المهني
- اللجان الدائمة لوظائف الأساتذة والأساتذة المساعدين ولجنة التعليم الهندسي بالمجلس الأعلى للجامعات.

## مؤلفاته
من مؤلفاته:
- المواصفات الجيولوجية للأحجار الجيرية المصرية
- الجيوتكنولجية التصويرية

بالإضافة إلى العديد من البحوث في الدوريات المصرية العالمية تتناول الجيولوجيا البنائية والتصويرية بوادي النيل والجيولوجيا الهندسية للأنواع المختلفة للصخور المصرية.
حضر الطحلاوي العديد من المؤتمرات الهندسية. حصل على الميدالية التقديرية الذهبية من نقابة المهندسين 1986.

## وصلات خارجية
- الإنتاج العلمي لمحمد رجائي جوده الطحلاوى

| المناصب السياسية    | المناصب السياسية                               | المناصب السياسية     |
| ------------------- | ---------------------------------------------- | -------------------- |
| سبقه عبد الرازق حسن | رؤساء جامعة أسيوط 1 أغسطس 1991 - 16 يناير 1996 | تبعه محمد رأفت محمود |